# Ripiphorinae
Ripiphorinae – podrodzina chrząszczy z rodziny wachlarzykowatych.

## Budowa ciała
U larw pierwszego stadium pazurki stóp zmienione są w przylgowatą strukturę ułatwiającą przyczepianie się do żywicieli.

## Biologia i ekologia
Larwy są parazytoidami żądłówek, ich pierwsze stadium jest foretyczne.

## Systematyka
Do podrodziny zalicza się ponad 190 gatunków zgrupowanych w 2 plemionach i 3 rodzajach:
- Plemię: Macrosiagonini
  - Macrosiagon Hentz, 1829
  - Metoecus Dejean, 1834
- Plemię: Ripiphorini
  - Ripiphorus Bosc, 1792